# Młodzieżowy Dom Kultury im. Kornela Makuszyńskiego w Zamościu
Młodzieżowy Dom Kultury im. Kornela Makuszyńskiego w Zamościu - publiczna placówka, w której prowadzone są różnego rodzaju zajęcia pozaszkolne dla dzieci i młodzieży.

## Historia
Pierwotnie MDK nosił nawę Ośrodek Metodyczny Związku Harcerstwa Polskiego i powstał w marcu 1949 roku w Zamościu przy ul. S. Żeromskiego 2. Uczęszczały do niego dzieci i młodzież szkolna chcąca rozwijać się w różnych kołach zainteresowań, takich jak koła: taneczne, recytatorskie, elektroniczne i mechaniczne. Pierwszym szefem został Antoni Flis. W późniejszym czasie placówka została przeniesiona na róg Rynku Wielkiego i ul. H. Kołłątaja. Przez 15 kolejnych lat, od roku 1951 kierownictwo przejął Czesław Smyk. W październiku 1952 r. nazwę placówki zmieniono na "Państwowy Dom Harcerza", a cztery lata później na Dom Kultury Dzieci i Młodzieży. Natomiast ostateczną nazwę (Młodzieżowy Dom Kultury), która funkcjonuje do dziś, nadały władze oświatowe 15 maja 1973 r. Imię Kornela Makuszyńskiego uroczyście nadano MDK-owi we wrześniu 1979 roku. Obecnie MDK mieści się przy ul. Kamiennej 20, gdzie istnieje jeszcze więcej kół zainteresowań.

## Działalność
Główną misją Młodzieżowego Domu Kultury jest rozwijanie zainteresowań i pasji dzieci i młodzieży. Uczestnictwo w pozaszkolnych zajęciach MDK-u pomaga w odkrywaniu w sobie talentów, ale również w nawiązywaniu nowych znajomości. Na zajęciach dzieci integrują się ze sobą oraz uczą się współpracy. Niektóre lekcje pomagają w nauce szkolnej, np. Koło Młodego Poligloty - lekcje nauki języka angielskiego.